# Lewis Leonard Forman
Lewis Leonard Forman, född 29 juni 1929 i London, död 16 juni 1998 i London, var en brittisk botaniker. Han var expert på fröväxter, särskilt inom Menispermaceae, och specialiserad på Sydostasiens flora.
Följande arter har uppkallats efter honom:
- (Euphorbiaceae) Glochidion formanii Airy Shaw[3]
- (Lauraceae) Litsea formanii Kosterm.[4]
- (Melastomataceae) Medinilla formanii Regalado[5]
- (Menispermaceae) Stephania formanii Kundu & S.Guha[6]
- (Menispermaceae) Tinospora formanii Udayan & Pradeep[7]

Auktorsnamnet Forman kan användas för Lewis Leonard Forman i samband med ett vetenskapligt namn inom botaniken; se Wikipediaartiklar som länkar till auktorsnamnet.